# Hélio Oiticica

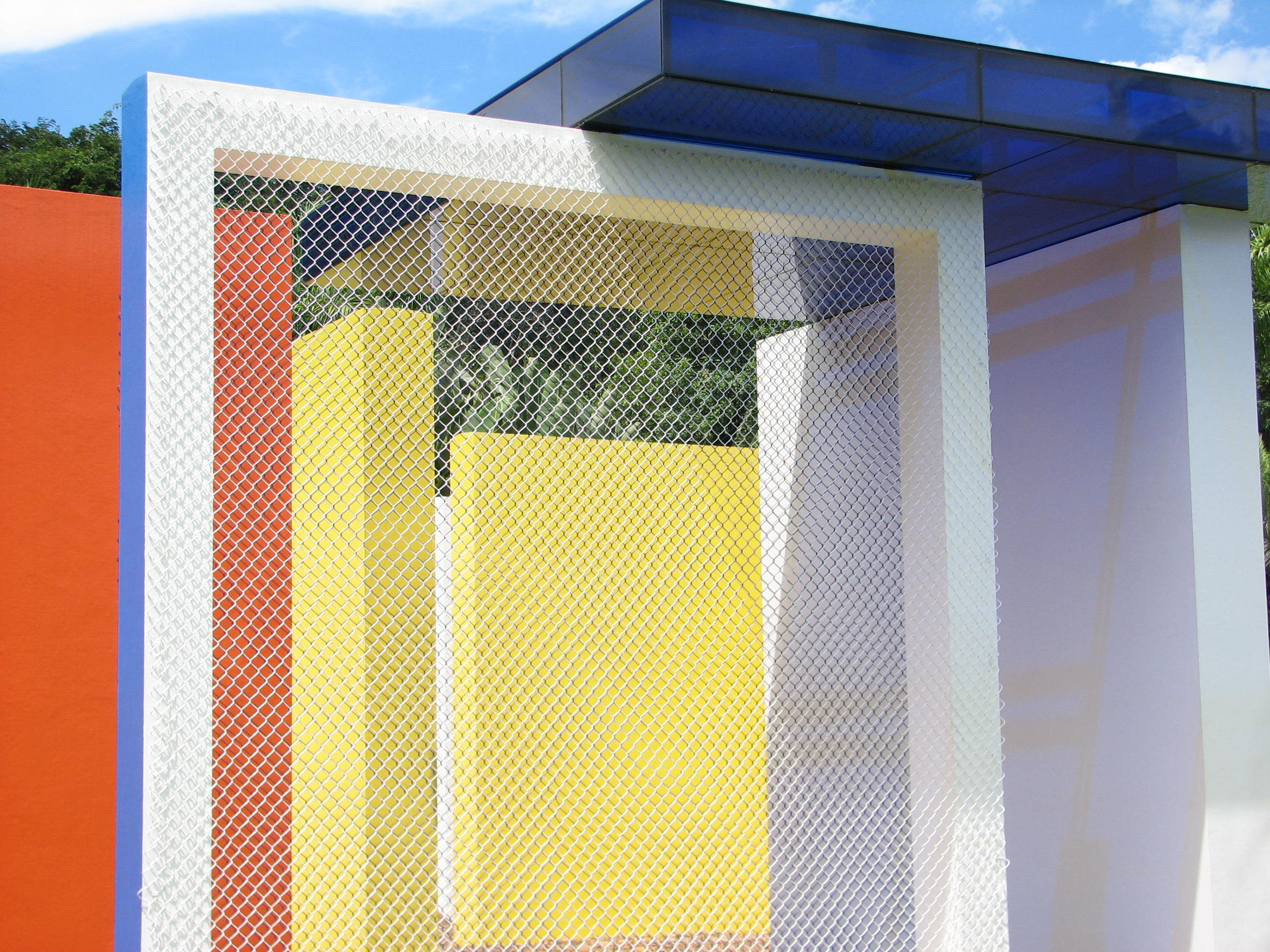
Objekt von Hélio Oiticica im Centro de Arte Contemporânea Inhotim

Hélio Oiticica (* 26. Juli 1937 in Rio de Janeiro; † 22. März 1980 ebenda) war ein brasilianischer Künstler. Ende der 1960er Jahre begründete Oiticica die Tropicália-Bewegung mit.

## Ausstellungen
- 1997 nahm Oiticica an der documenta X teil.
- 2013/14 präsentierte das Museum für Moderne Kunst in Frankfurt am Main mit der Ausstellung Hélio Oiticica. Das große Labyrinth die bislang umfassendste Retrospektive mit Arbeiten aus allen Werkphasen.[1][2][3] Dazu waren im Palmengarten drei begehbare Installationen zu sehen[4][5]